# 横田哲治
横田 哲治（よこた てつじ、1941年- ）は、国際マーチャンダイジング研究所代表、農政・食生活ジャーナリスト、ノンフィクション作家。

## 経歴
1941年、中国・上海生まれ。戦後、上海より帰国し長崎県の開拓地に入植した父のもとで農業に従事しながら少年期を過ごす。長崎県立諫早農業高等学校卒業。その経験から農業者の視点での発言の必要性を感じ、農政ジャーナリストに転じた。
栃木県立農業者大学校、宇都宮大学教育学部の講師を経て、現在はFSN代表、国際マーチャンダイジング研究所代表。客員待遇で近畿大学農学部、慶應義塾大学総合政策学部で非常勤講師を務める。国際農業ジャーナリスト連盟（IFAJ）正会員。
1984年に出版した『明日の農業を求めて－自立をめざす青年たち－』など多数の著書がある。著書を読んだ中国副主席が長崎県のバラ農家を訪問したことがある。
「諫早開拓の水門を開けるべき」と下した佐賀地方裁判所の判決に、2008年1月に長崎県庁の招聘で現地調査を行った際の横田による報道（『週刊農林』など）が地裁の判断に大きな影響を与えた、と長崎新聞など現地メディアが報じた。
2003年に「一般社団法人・食の安全を考えるネットワーク」の法人設立。東北の震災の後、現在は休眠中。
2016年に、長年研究しているピカマチスという、ナス科の唐辛子種の野菜の商標登録を取得。（登録第5829828号）
2018年８月、国際農業ジャーナリストとして、日本から単独でアイルランド政府の招待を受けて首都ダブリンへ長年研究しているピカマチスを紹介する。その後、アイルランド政府から栽培についてオファーを受ける。

## 著作
- 『牛肉はなぜ高いか-日本の食肉問題』 サイマル出版会、1977年。
- 『ビーフマフィア-牛肉汚職の黒い霧 ドキュメントノベル』 ダイヤモンド社、1979年7月。
- 『明日の農業を求めて-自立をめざす青年たち』 日本放送出版協会、1984年1月。ISBN 4140083441。
- 『牛肉戦争-農産物自由化の嵐のなかで』 三一書房、1985年4月。
- 『牛肉は安くなる-自由化時代の緊急提言』 富民協会、1988年6月。ISBN 4829400676。
- 『牛肉-自由化後の戦い』 富民協会、1990年5月。ISBN 482940096X。
- 『農民に技あり-ボーダレス・フーズの時代を生きる』 自然食通信社、1991年6月。
- 『「有機食品」の秘密-安全な食べ物をもとめて』 三一書房、1993年6月。ISBN 4380932311。
- 『オーガニック食品最前線』 家の光協会、1997年3月。ISBN 4259545175。
- 『緩慢なる毒殺-21世紀を日本人は生き延びられるか』 第二海援隊、1998年11月。ISBN 4925041312。
- 『天皇家の御食材-<御料牧場>に安心を学ぶ』 中経出版、1998年6月。ISBN 4806111457。
- 『オーガニック食品のことがわかる本』 日本実業出版社、2000年4月。ISBN 4534030681。
- 『天皇家の健康食』 新潮社、2001年12月。ISBN 4104502014。
- 『牛肉が消える!』 日経BP社、2004年4月。ISBN  4822244016。
- 『天皇の牧場を守れ-鳥インフルエンザとの攻防』 日経BP社、2006年10月。ISBN 4822245462。
- 『乳がんと前立腺がんの死亡者はなぜ増えるのか』 扶桑社、2008年9月。
- 『食を守る』 商業界、2011年7月。
- 『和牛肉の輸出はなぜ増えないのか』東洋経済新報社、2013年12月。

## 主要な出演番組
- めざましテレビ（フジテレビ）
- めざましどようび（フジテレビ）
- スーパーニュース（フジテレビ）
- ワイド!スクランブル（テレビ朝日）
- イブニング・ファイブ（TBS）